# Батгејт (Северна Дакота)
Батгејт (енгл. Bathgate) град је у америчкој савезној држави Северна Дакота.

## Демографија
По попису из 2010. године број становника је 43, што је 23 (-34,8%) становника мање него 2000. године.
| Група             | 2000.      | 2010.      |
| Белци             | 55 (83,3%) | 40 (93,0%) |
| Афроамериканци    | 0 (0,0%)   | 0 (0,0%)   |
| Азијати           | 0 (0,0%)   | 0 (0,0%)   |
| Хиспаноамериканци | 0 (0,0%)   | 1 (2,3%)   |
| Укупно            | 66         | 43         |